# Festivali i Këngës 49
Albanien deltog i Eurovision Song Contest 2011 i Düsseldorf, Tyskland och valde artist och bidrag genom Festivali i Këngës 49, som anordnades av albanska Radio Televizioni Shqiptar (RTSH). Aurela Gaçe vann festivalen och fick representera Albanien i Düsseldorf med den engelska versionen av sin låt "Kënga ime", "Feel the Passion". Aurela deltog i den första semifinalen, och slutade där på en fjortonde plats vilket innebar att Albanien missade finalen.

## Tävlingsupplägg
För 49:e året i rad arrangerades Festivali i Këngës av Radio Televizioni Shqiptar (RTSH). 2011 gick tävlingen av stapeln den 23, 24 och 25 december 2010 i Pallati i Kongreseve (Kongresspalatset) i Tirana.
RTSH genomförde en audition den 19-20 oktober 2010 i Radio Tirana, för att välja ut de tävlande artisterna. Sammanlagt valdes 28 stycken ut av juryn.
En audition för att välja ut låtar och artister genomfördes 19-20 oktober 2010 i Radio Tirana, då 28 artister valdes av en professionell jury. Festivals verkställande direktör var Petrit Beçi, och producent var Bojken Lako. Programlederna för festivalen presenterades den 6 november, vilket blev den albanska sångerskan Jonida Maliqi, operasångaren Jozif Gjipali och skådespelerskan Mirela Naska.
Tävlingen bestod av två semifinaler, som sändes den 23 och 24 december. I varje semifinal tävlade 16 bidrag, där de åtta bästa gick vidare till finalen. I finalen bedömde två jurygrupper artisterna, där en är huvudjury och en alternativ jury med representanter från lokala Radio-telestationer. Inför, och efter, tävlingen släppte TV-bolaget RTSH två "Festivali i Këngës 49"-tidningar med information om deltagare, bidrag och kompositörer. Den första släpptes på albanska inför tävlingen, medan den andra utges efter tävlingen på både albanska och engelska.
Albaniens vinnare år 2010, Juliana Pasha, var specialinbjuden gäst vid tävlingen och uppträdde vid finalen, med en albansk/engelsk version av landets vinnarlåt år 2010 "It's All About You". Även Turkiets representanter vid Eurovision 2010, maNga, uppträdde vid tävlingen.

### Nyheter
En nyhet för festivalen var att man samarbetade med en journalist på RTSH, som inför tävlingen genomförde intervjuer med alla deltagare, samt framträdande personer inom konst och kultur. Kategorin för nykomlingar, som introducerades i fjolårets tävling, togs detta år bort.

## Jurygrupperna
Juryerna som avgjorde vem som skulle vinna tävlingen och som får representera Albanien vid Eurovision Song Contest 2011, meddelades den 22 december 2010. Det fanns en jury som i varje semifinal röstade fram 8 "etablerade" artister, och en separat jury som röstade fram två "nykomlingar".

### Jurygrupp 1
Jurygrupp 1 avsåg den jury som röstade fram 8 etablerade artister i varje semifinal samt röstade i finalen.
- Aleksandër Peçi
- Artan Minarolli
- David Tukiçi
- Edison Miso
- Edmond Tullumani
- Manjola Nallbani
- Robert Radoja

### Jurygrupp 2
Jurygrupp 2 avsåg den jury som röstade fram en nykomling från varje semifinal
- Gerta Heta
- Jerida Sakaj
- Andi Islami
- Evis Trebicka
- Suarda Braho

## Tävlande
Den 15 november släppte RTSH den preliminära listan över vilka artister som kom att deltaga i årets upplaga av Festivali i Këngës. Listan bestod av en del med "etablerade" artister (32 artister), och en del med "nykomlingar" (6 artister). Den 11 december 2010 bekräftade RTSH den officiella listan över deltagare och startordningen.

## Semifinalerna

### Semifinal 1
Den första semifinalen hölls i Pallati i Kongresëve i Tirana den 23 december 2010. Sammanlagt 19 artister deltog, varav tre kom ifrån "nykomlingar"-gruppen. De nio deltagare som gick till finalen är markerade med gul bakgrund. Den första semifinalen gästades av den turkiska gruppen, och Turkiets representant vid Eurovision Song Contest 2010, maNga.
| Nr | Artist                        | Låt                       | Kompositör - Musik                    |
| -- | ----------------------------- | ------------------------- | ------------------------------------- |
| 1  | Selami Kolonja                | "Ëndërr Kosovë"           | Selami Kolonja                        |
| 2  | Alban Skënderaj & Miriam Cani | "Ende ka shpresë"         | Alban Skënderaj & Miriam Cani         |
| 3  | Orges Toçe                    | "Mari"                    | Orges Toçe                            |
| 4  | Kamela Islamaj                | "Jetova për ty"           | Alban Male, Olti Curri                |
| 5  | Blerina Shalari               | "Lutjes apo dashurisë"    | Blerina Shalari                       |
| 6  | Ernis Çili & Onanta Spahiu    | "Fam"                     | Ernis Çili                            |
| 7  | Dorian Nini                   | "Mirësevini ne Shqipëri"  | Jetmir Barbullushi, Perikli Papingji  |
| 8  | Etmond Mancaku                | "Dashuri pas emrit"       | Etmond Mancaku                        |
| 9  | Ardita Tusha                  | "Dikur besoja"            | Dritan Caushi, Gjergj Jorgaqi         |
| 10 | Klajdi Musabelliu             | "Vetëm ti"                | Lambert Jorganxhi, Zhuljana Jorganxhi |
| 11 | Evans Rama                    | "Sonte"                   | Evans Rama                            |
| 12 | Dorina Garuci                 | "Mirmbrëma engjëlli im"   | Sokol Marsi, Jorgo Papingji           |
| 13 | Hersiana Matmuja              | "Me cilin rri ti dashuri" | Gent Myftarai, Agron Tufa             |
| 14 | Agim Poshka                   | "Bota com.vetmi"          | Agim Poshka, Olsa Poshka              |
| 15 | Marsida Saraçi                | "Vetëm s'jemi në botë"    | Valentin Veizi, Arben Duka            |
| 16 | Entela Zhula                  | "Stuhi e diell"           | Edmond Veizaj, Entela Zhula           |

| Nr | Artist        | Låt                   | Kompositör - Musik         |
| -- | ------------- | --------------------- | -------------------------- |
| 1  | Ilir Kazaferi | "Nuk je këtu"         | Ilir Kazaferi              |
| 2  | Maria Prifti  | "Pasuri ë pasurivë"   | Frederik Ndoci, Agim Doçi  |
| 3  | Megi Laska    | "Endërrat ekzistojnë" | Fabian Asllani, Megi Laska |

### Semifinal 2
Den andra semifinalen hölls i Pallati i Kongresëve i Tirana den 24 december 2010. 19 artister deltog, varav tre var så kallade "nykomlingar". De nio deltagare som gick vidare till finalen den 25 december är markerade med gul bakgrund.
| Nr | Artist          | Låt                      | Kompositör - Musik           |
| -- | --------------- | ------------------------ | ---------------------------- |
| 1  | Adhurim Demiri  | "24 orët"                | Adhurim Demiri               |
| 2  | Besa Kokëdhima  | "E bukura dhe bisha"     | Besar Likaj, Dalina Buzi     |
| 3  | Emi Bogdo       | "Letër për ty"           | Suela Kalaja                 |
| 4  | Denis Hasa      | "Mbi xhaketën time"      | Xhavit Ujkani, Ismail Kadare |
| 5  | Kujtim Prodani  | "Ti ishe kreyvepër"      | Kujtim Prodani, Arben Duka   |
| 6  | Goldi Halili    | "Në krahët e tua"        | Fatrin Krajka                |
| 7  | Marjeta Billo   | "Përjetësi"              | Klodian Qafoku, Dr. Flori    |
| 8  | Françesk Radi   | "Kemi dasëm'o"           | Françesk Radi, Agim Doçi     |
| 9  | Aurela Gaçe     | "Kënga ime"              | Shpëtim Saraçi, Sokol Marsi  |
| 10 | Heldi Kraja     | "E diela pa ty"          | Heldi Kraja                  |
| 11 | Sonila Mara     | "Egoist"                 | Sonila Mara                  |
| 12 | Mateus Froku    | "Dimër në shpirt"        | K. Bahiti, Dr. Flori         |
| 13 | Xhejsi Jorgaqi  | "Rastësi"                | Genti Lako, Jorgo Papingji   |
| 14 | Enkelejda Arifi | "Një dashuri"            | Adrian Hila, Pandi Laço      |
| 15 | Kejsi Tola      | "Pranë"                  | Kristi Popa, Florian Zyka    |
| 16 | Sajmir Braho    | "Shtegëtar i jetës time" | Endri Sina, Sajmir Braho     |

| Nr | Artist                   | Låt                      | Kompositör - Musik               |
| -- | ------------------------ | ------------------------ | -------------------------------- |
| 1  | Albi Xhepa & Semi Jaupaj | "Dritë"                  | Bojken Lako                      |
| 2  | Bledi Polena             | "Të jemi të dy"          | Mihal & Eugen Bica, Monika Katro |
| 3  | Rudina Delia             | "Tek ti gjeta dashurinë" | Rudina Delia                     |

## Finalen
Finalen av Festivali i Këngës 49 hölls den 25 december 2010 i Pallati i Kongreseve i Tirana. Sammanlagt tävlade 18 deltagare. Bland de 18 deltagarna var 16 "etablerade" och två s.k. "nykomlingar". Vid finalen uppträdde även fjolårets vinnare, Juliana Pasha med sin vinnarlåt "It's All About You". Även värdarna, operasångaren Jozif Gjipali och sångerskan Jonida Maliqi uppträdde under mellanakten. Efter en juryomröstning stod det klart att Aurela Gaçe tagit hem segern, 16 poäng före tvåan Alban Skënderaj & Miriam Cani. 
| Nr | Artist                        | Låt                       | Översättning                     | Kompositör - Musik                   | Poäng | Plats |
| -- | ----------------------------- | ------------------------- | -------------------------------- | ------------------------------------ | ----- | ----- |
| 1  | Françesk Radi                 | "Kemi dasëm'o"            | Vi har ett bröllop               | Françesk Radi, Agim Doçi             | 13    | 8     |
| 2  | Hersiana Matmuja              | "Me cilin rri ti dashuri" | Vem stannar du med, kärlek?      | Gent Myftarai, Agron Tufa            | 7     | 11    |
| 3  | Goldi Halili                  | "Në krahët e tua"         | I dina vingar                    | Fatrin Krajka                        | 0     | 17    |
| 4  | Marsida Saraçi                | "Vetëm s'jemi në botë"    | Vi är inte ensamma på denna jord | Valentin Veizi, Arben Duka           | 2     | 16    |
| 5  | Besa Kokëdhima                | "E bukura dhe bisha"      | Skönheten och odjuret            | Besar Likaj, Dalina Buzi             | 13    | 9     |
| 6  | Alban Skënderaj & Miriam Cani | "Ende ka shpresë"         | Det finns fortfarande hopp       | Alban Skënderaj, Miriam Cani         | 66    | 2     |
| 7  | Enkelejda Arifi               | "Një dashuri"             | En kärlek                        | Adrian Hila, Pandi Laço              | 36    | 5     |
| 8  | Aurela Gaçe                   | "Kënga ime"               | Min låt                          | Shpëtim Saraçi, Sokol Marsi          | 82    | 1     |
| 9  | Maria Prifti                  | "Pasuri ë pasurivë"       | De rikas välstånd                | Frederik Ndoci, Agim Doçi            | 5     | 14    |
| 10 | Sajmir Braho                  | "Shtegëtar i jetës time"  | Nomaden av mitt liv              | Endri Sina, Sajmir Braho             | 48    | 3     |
| 11 | Dorian Nini                   | "Mirësevini ne Shqipëri"  | Välkommen till Albanien          | Jetmir Barbullushi, Perikli Papingji | 29    | 7     |
| 12 | Selami Kolonja                | "Ëndërr Kosovë"           | Dröm Kosovo                      | Selami Kolonja                       | 6     | 12    |
| 13 | Xhejsi Jorgaqi                | "Rastësi"                 | Olycka                           | Genti Lako, Jorgo Papingji           | 44    | 4     |
| 14 | Albi Xhepa & Sam Jaupaj       | "Dritë"                   | Ljus                             | Bojken Lako                          | 0     | 18    |
| 15 | Dorina Garuci                 | "Mirëmbrëma ëngjëlli im"  | God kväll min ängel              | Sokol Marsi, Jorgo Papingji          | 34    | 6     |
| 16 | Kamela Islamaj                | "Jetova për ty"           | Jag levde för dig                | Alban Male, Olti Curri               | 12    | 10    |
| 17 | Orges Toçe                    | "Mari"                    | Marie                            | Orges Toçe                           | 3     | 15    |
| 18 | Denis Hasa                    | "Mbi xhaketën time"       | På min jacka                     | Xhavit Ujkani, Ismail Kadare         | 6     | 13    |